# ليزا ماكورميك
ليزا ماكورميك (بالإنجليزية: Lisa McCormick)‏ هي مغنية وكاتبة غنائية أمريكية، ولدت في عقد 1970.

## وصلات خارجية
- ليزا ماكورميك على موقع ميوزك برينز (الإنجليزية)